# Luis Amaranto Perea
Luis Amaranto Perea Mosquera (ur. 30 stycznia 1979 w Turbo) – kolumbijski piłkarz z obywatelstwem hiszpańskim grający na pozycji środkowego obrońcy. Obecnie trener.

## Kariera klubowa
Pierwszym klubem Perei w karierze był Independiente Medellín. W 1999 roku został włączony do kadry pierwszego zespołu, jednak w Copa Mustang zadebiutował dopiero w kolejnym sezonie, a w drugiej jego części przebił się do pierwszej jedenastki. W 2001 roku wywalczył z klubem z Medellín swój pierwszy sukces, jakim było wicemistrzostwo Kolumbii. W 2002 roku z Independiente wygrał fazę Clausura, a w połowie 2003 roku przeszedł do jednej z czołowych drużyn na kontynencie, argentyńskiego Club Atlético Boca Juniors. Jeszcze w tym samym sezonie z Boca został zwycięzcą Pucharu Interkontynentalnego (wystąpił w wygranym po serii rzutów karnych meczu z Milanem). W lidze argentyńskiej Perea rozegrał 16 meczów. Z „Xeneizes” wygrał fazę Apertura, a w fazie Clausura zajął z nimi 2. miejsce.
Latem 2004 Perea przeszedł do hiszpańskiego Atlético Madryt, do którego ściągnął go ówczesny szkoleniowiec tego zespołu, César Ferrando. W Primera División Kolumbijczyk zadebiutował w 1. kolejce ligowej, 28 sierpnia w wygranym 2:0 meczu z Málagą. Łącznie w lidze rozegrał 33 mecze opuszczając jedynie 5 spotkań, głównie z powodu nadmiaru kartek, a z Atlético zajął 11. miejsce w lidze. W sezonie 2005/2006 wystąpił w 34 meczach i otrzymał 11 żółtych i 1 czerwoną kartkę. Ze stołecznym klubem zajął 10. miejsce w La Liga. W 2010 roku zdobył z Atlético Ligę Europy, a następnie także Superpuchar Europy. Pierwszy z wymienionych sukcesów odniósł również dwa lata później.
W czerwcu 2012 został zawodnikiem meksykańskiego klubu Cruz Azul z siedzibą w stołecznym mieście Meksyk. 5 stycznia 2013 w zremisowanym 3:3 meczu ligi meksykańskiej z Morelią, mając 33 lata, strzelił swojego pierwszego gola w profesjonalnej karierze. W wiosennym sezonie Clausura 2013 wywalczył z Cruz Azul wicemistrzostwo kraju, a także zdobył krajowy puchar – Copa MX. W 2014 roku triumfował natomiast w Lidze Mistrzów CONCACAF.
| Sezon   | Klub                       | Kraj      | Rozgrywki        | Mecze | Bramki |
| ------- | -------------------------- | --------- | ---------------- | ----- | ------ |
| 2000    | Independiente Medellín     | Kolumbia  | Copa Mustang     | 18    | 0      |
| 2001    | Independiente Medellín     | Kolumbia  | Copa Mustang     | 45    | 0      |
| 2002    | Independiente Medellín     | Kolumbia  | Copa Mustang     | 44    | 0      |
| 2003    | Independiente Medellín     | Kolumbia  | Copa Mustang     | 10    | 0      |
| 2003/04 | Club Atlético Boca Juniors | Argentyna | Primera División | 16    | 0      |
| 2004/05 | Atlético Madryt            | Hiszpania | Primera División | 33    | 0      |
| 2005/06 | Atlético Madryt            | Hiszpania | Primera División | 34    | 0      |
| 2006/07 | Atlético Madryt            | Hiszpania | Primera División | 26    | 0      |
| 2007/08 | Atlético Madryt            | Hiszpania | Primera División | 30    | 0      |
| 2008/09 | Atlético Madryt            | Hiszpania | Primera División | 26    | 0      |
| 2009/10 | Atlético Madryt            | Hiszpania | Primera División | 28    | 0      |
| 2010/11 | Atlético Madryt            | Hiszpania | Primera División | 28    | 0      |
| 2011/12 | Atlético Madryt            | Hiszpania | Primera División | 19    | 0      |
| 2012/13 | Cruz Azul                  | Meksyk    | Liga MX          | 39    | 3      |
| 2013/14 | Cruz Azul                  | Meksyk    | Liga MX          | 31    | 2      |
| 2014/15 | Cruz Azul                  | Meksyk    | Liga MX          |       |        |

## Kariera reprezentacyjna
W reprezentacji Kolumbii Perea zadebiutował 20 listopada 2002 w przegranym 0:1 towarzyskim meczu z Hondurasem. W 2007 roku wystąpił z Kolumbią w turnieju Copa América 2007, natomiast cztery lata później na Copa América 2011.